# Vörös maki
A vörös maki (Eulemur rufus) az emlősök (Mammalia) osztályába, a főemlősök (Primates) rendjébe és a makifélék (Lemuridae) családjába tartozó faj.

## Előfordulása
Madagaszkár nyugati részének száraz erdeiben található meg.

## Megjelenése
A vörös maki közepes méretű lemurfaj, fejtesthossza 35–48 cm, a farokhossza 45–55 cm, testtömege 2.2–2.3 kg. A hím szőrzete szürkésbarna, a nőstényé meg vörösesbarna.

## Életmódja
8-10 példányból álló csoportokban él. Táplálék gyümölcsök, levelek, virágok, gallyak, nedv és rovarok, a talajt is megeszi. Körülbelül 20-25 évig él.

## Szaporodása
A 120 napig tartó vemhesség után a nőstény 1 kölyköt ellik, de általában kettőt. Az ívérérettség 2-3 évesen kezdődik.